# Кейрош, Диогу
Дио́гу Лу́каш Кейро́ш (порт. Diogo Lucas Queirós; род. 5 января 1999 года, Матозиньюш) — португальский футболист, защитник клуба «Фарул».

## Клубная карьера
Диогу является воспитанником академии клуба «Лейшойнш» из своего родного города. В 2010 году он присоединился к юниорской команде «Порту» и прошёл через все юношеские категории этого клуба. В 2016 году Диогу был переведён в «Порту Б».
27 августа 2019 года Кейрош был отдан в аренду в «Мускрон-Перювельз» из чемпионата Бельгии.
6 октября 2020 года Кейрош подписал трехлетний контракт с «Фамаликан».
31 августа 2021 года Кейрош перешел в команду второго дивизиона Испании по футболу «Реал Вальядолид» на правах аренды сроком на один год с возможностью выкупа.
30 января 2022 года, после восьми матчей, его аренда была прервана, и он вернулся в «Фамаликан».

## Карьера в сборной
Диогу выступает за юношеские сборные Португалии. В составе юношеской сборной до 17 лет он принимал участие на юношеском чемпионате Европы 2016 года. Защитник принял участие во всех шести встречах этого первенства, был капитаном своей национальной команды. Его сборная выиграла турнир, обыграв испанцев в серии пенальти.

## Достижения
- Чемпион Европы (до 17 лет): 2016